# Myiarchus

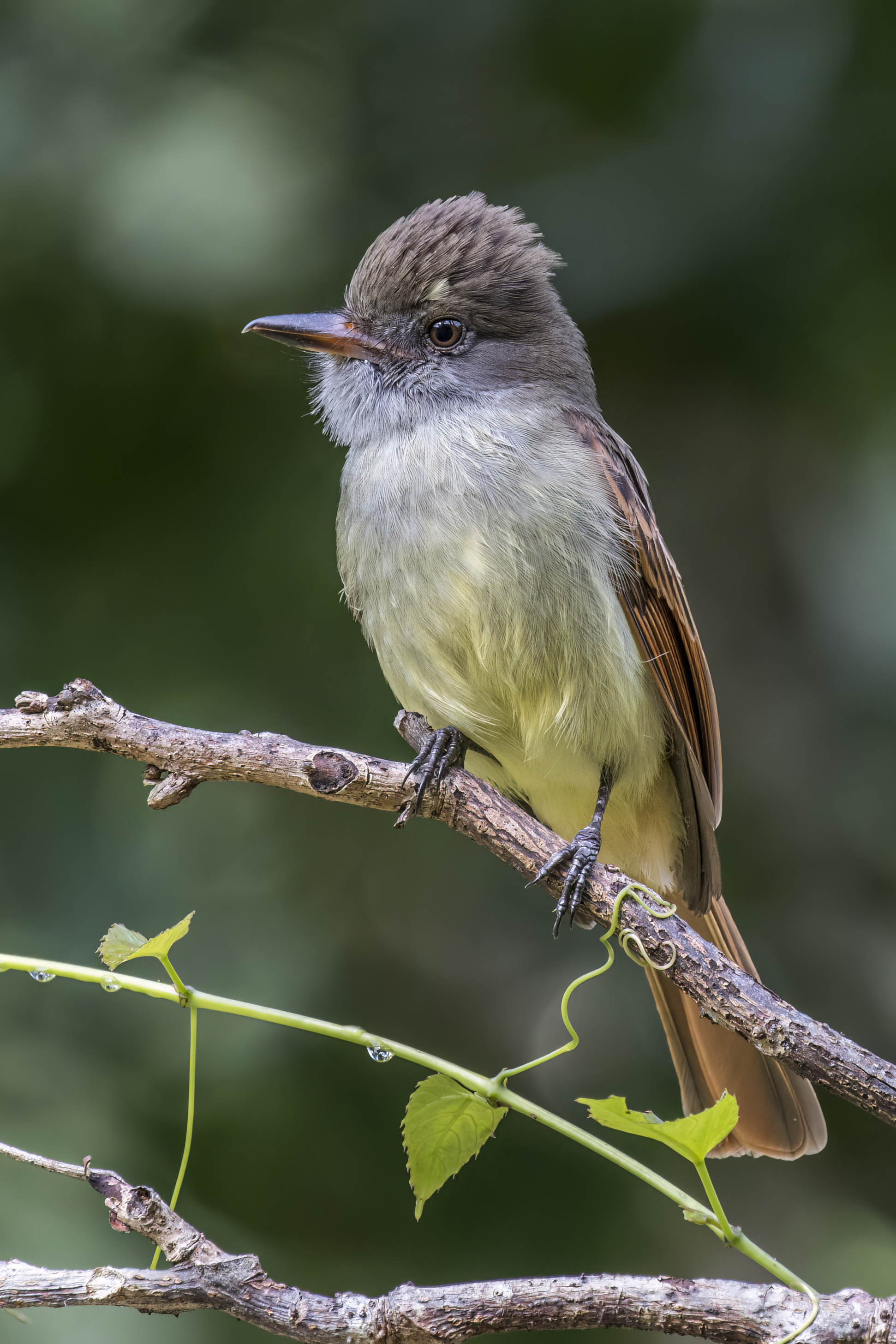
Muchołap rudosterny (M. validus) sfotografowany w Stewart Town na Jamajce

Myiarchus – rodzaj ptaków z podrodziny tyranek (Tyranninae) w rodzinie tyrankowatych (Tyrannidae).

## Zasięg występowania
Rodzaj obejmuje gatunki występujące w Ameryce.

## Morfologia
Długość ciała 15–24 cm; masa ciała 11,5–52,5 g.

## Systematyka

### Etymologia
Myiarchus: gr. μυια muia, μυιας muias „mucha”; αρχος arkhos „władca, pan”, od αρχω arkhō „rządzić”.

### Podział systematyczny
Do rodzaju należą następujące gatunki:
- Myiarchus semirufus P.L. Sclater & Salvin, 1878 – muchołap rdzawy
- Myiarchus swainsoni Cabanis & F. Heine Sr., 1860 – muchołap zmienny
- Myiarchus barbirostris (Swainson, 1827) – muchołap jamajski
- Myiarchus tuberculifer (d’Orbigny & Lafresnaye, 1837) – muchołap ciemnogłowy
- Myiarchus venezuelensis Lawrence, 1865 – muchołap wenezuelski
- Myiarchus apicalis P.L. Sclater & Salvin, 1881 – muchołap kolumbijski
- Myiarchus cephalotes Taczanowski, 1880 – muchołap andyjski
- Myiarchus phaeocephalus P.L. Sclater, 1860 – muchołap ekwadorski
- Myiarchus panamensis Lawrence, 1861 – muchołap panamski
- Myiarchus ferox (J.F. Gmelin, 1789) – muchołap czarnodzioby
- Myiarchus validus Cabanis, 1847 – muchołap rudosterny
- Myiarchus yucatanensis Lawrence, 1871 – muchołap jukatański
- Myiarchus cinerascens (Lawrence, 1851) – muchołap mysi
- Myiarchus nuttingi Ridgway, 1882 – muchołap jasnogardły
- Myiarchus tyrannulus (Statius Müller, 1776) – muchołap tyranowaty
- Myiarchus nugator Riley, 1904 – muchołap grenadyjski
- Myiarchus magnirostris (Gould, 1838) – muchołap wielkodzioby
- Myiarchus crinitus (Linnaeus, 1758) – muchołap czubaty
- Myiarchus sagrae (Gundlach, 1852) – muchołap szary
- Myiarchus stolidus (Gosse, 1847) – muchołap pręgoskrzydły
- Myiarchus antillarum (H. Bryant, 1866) – muchołap antylski
- Myiarchus oberi Lawrence, 1877 – muchołap rdzawoskrzydły